# Rodney Stuckey
Rodney Norvell Stuckey (Kent, Washington, 21. travnja 1986.) američki je profesionalni košarkaš. Igra na poziciji razigravača ili bek šutera, a trenutno je član NBA momčadi Detroit Pistons. Izabran je u 1. krugu (15. ukupno) NBA drafta 2007. od strane istoimene momčadi.

## Srednja škola
Pohađao je srednju školu "Kentwood High School." Predvodio je njihovu košarkašku momčad do osvajanja 4A državnog naslova.

## Sveučilište
Stuckey je pohađao Sveučilište Eastern Washington. Na drugoj godini prosječno je bilježio 24.6 poena, 4.7 skokova ,5.5 asistencija i 2.4 ukradene lopte. Protiv "Sveučilišta Portland" postigao je učinak sezone od 36 poena. U svojoj drugoj sezoni imao je devet utakmica s 30 poena i tri utakmice s 10 asistencija. Na utakmici protiv Sveučilišta Idaho ostvario je učinak karijere od 7 ukradenih lopti. Nakon samo dvije sezone na sveučilištu, Stuckey je ostvario 1 438 poena,  279 skokova, 283 asistencije i 145 ukradenih lopti. 11. siječnja 2009. uprava Sveučilišta Eastern Washington odlučila mu je umiroviti dres s brojem 3.

## NBA
28. lipnja 2007. izabran je u 1. krugu (15. ukupno) NBA drafta 2007. od strane Detroit Pistonsa. Tijekom NBA ljetne lige Stuckey je eksplodirao. Prosječno je bilježio 32.1 poena, 5.5 skokova i 9.1 asistencije. U zadnjoj utakmici priprema Stuckey je slomio lijevu ruku te izostao s NBA parketa oko 8 tjedana. 21. prosinca 2007. Stuckey je debitirao u NBA ligi s 11 poena za 6 minuta provedenih na terenu. 13. svibnja 2008. Stuckey je izabran u All-Rookie momčad. Tijekom doigravanja 2008. godine Stuckey je impresionirao i Paula Piercea svojom izvedbom u drugoj utakmici finala Istoka gdje je postigao 13 poena za 17 minuta na parketu te tako odveo Pistonse do pobjede. 23. prosinca 2009. u utakmici s Chicago Bullsima, Stuckey je ostvario učinak karijere od 40 poena. Sudjelovao je i na All-Star vikendu 2009. godine kao član sophomoresa u T-Mobile Rookie Challangeu.

## NBA statistika

### Regularni dio
| Godina    | Klub    | Odig. uta. | Uta. poč. | Min. | 2P%  | 3P%  | Sl. bac.% | Skok. | Asist. | Ukr. lop. | Blok. | Poena |
| --------- | ------- | ---------- | --------- | ---- | ---- | ---- | --------- | ----- | ------ | --------- | ----- | ----- |
| 2007./08. | Detroit | 57         | 2         | 19.0 | .401 | .188 | .814      | 2.3   | 2.8    | .9        | .1    | 7.6   |
| 2008./09. | Detroit | 79         | 65        | 31.9 | .439 | .295 | .803      | 3.5   | 4.9    | 1.0       | .1    | 13.4  |
| Ukupno    |         | 136        | 67        | 26.4 | .428 | .277 | .807      | 3.0   | 4.0    | .9        | .1    | 11.0  |

### Doigravanje
| Godina    | Klub    | Odig. uta. | Uta. poč. | Min. | 2P%  | 3P%  | Sl. bac.% | Skok. | Asist. | Ukr. lop. | Blok. | Poena |
| --------- | ------- | ---------- | --------- | ---- | ---- | ---- | --------- | ----- | ------ | --------- | ----- | ----- |
| 2007./08. | Detroit | 17         | 2         | 22.4 | .371 | .286 | .879      | 1.9   | 3.4    | 1.1       | .1    | 8.2   |
| 2008./09. | Detroit | 4          | 4         | 32.0 | .393 | .000 | .857      | 2.3   | 5.3    | .0        | .0    | 15.0  |
| Ukupno    |         | 21         | 6         | 24.2 | .379 | .133 | .875      | 2.0   | 3.8    | .9        | .1    | 9.5   |

## Vanjske poveznice
- Profil na NBA.com